# Amyas Preston
Amyas Preston (¿?-1609) fue un corsario inglés del siglo XVI. Su carrera transcurrió en su mayor parte en el Caribe, al igual que otros corsarios isabelinos más famosos como Francis Drake, John Hawkins y Walter Raleigh. Aunque la mayor parte de los datos concernientes a su familia e infancia se han perdido, es recordado por su participación en la batalla naval de la Marina Real Británica contra la Armada Invencible, así como por el saqueo y quema de Caracas (hoy capital de Venezuela) el 8 de junio de 1595.

## Biografía

### Primeros años
Los primeros años de la vida de este corsario no están documentados con precisión, aunque se cree que nació y se crio en Cricket, un pequeño pueblo del condado ceremonial de Somerset, en el actual Reino Unido. Se desconocen su fecha de nacimiento exacta y su procedencia familiar. Preston entró en combate por primera vez en 1588, en la batalla naval contra la Armada Invencible española, razón por la que adquirió cierto renombre. En 1581 se casó con Julian Burye, una viuda londinense, en Stepney. Además, llevó a cabo una expedición conjunta a Terranova con Walter Raleigh en 1585.

### Carrera militar

#### Ataque a Porto Santo
Su primera expedición de calibre tuvo lugar en 1595, cuando decidió unirse a la expedición de sir Walter Raleigh a  Trinidad y la Guayana, junto al corsario George Somers. No obstante, Somers y Preston se desviaron hacia las Indias Occidentales, desvinculándose del carácter puramente explorador de la expedición de Raleigh que trataba de encontrar al mítico Dorado. Dada la presencia de numerosos soldados a bordo de los barcos que componían la flota de ambos capitanes (en cantidades mayores de lo normal), contaban también con efectivos suficientes para emprender asedios por tierra a ciudades, además de abordajes a navíos de las naciones en guerra con Inglaterra.
Persiguiendo un navío portugués, Preston se separó de Somers y el resto de la flota. Su primer asalto terrestre ocurrió en marzo de 1595 en Porto Santo, una isla cercana a Madeira, perteneciente a Portugal. Después de intentar un desembarco con barcazas repletas de soldados, decidió realizar un ataque sorpresa con 60 hombres sobre el asentamiento portugués de la isla, el cual ya había sido evacuado por sus habitantes. Ante la resistencia que estos opusieron desde una inexpugnable colina cercana, Preston desistió del ataque y optó por quemar dicho asentamiento. No obtuvo botín alguno, ya que todos los objetos de valor habían sido trasladados a la cima de la colina por los defensores, junto con las mujeres, los ancianos y los niños.

#### Asalto a Santiago de León (actual Caracas)
En abril de 1595, Preston volvió a reunirse con Somers y el resto de la expedición en las islas Canarias, desde donde partieron rumbo a Santo Domingo. Tras descansar brevemente en la isla, reemprendieron su camino hacia las posesiones españolas en Sudamérica. El primer objetivo de los corsarios fueron los poblados de las islas de Margarita, Cubagua y Coche, regiones ricas en ostrales perlíferos. Allí secuestraron a varios españoles y sus sirvientes indígenas, entrenados en el arte del buceo en busca de ostras productoras de perlas. Preston navegó entonces hacia Cumaná, con la intención de extorsionar a la ciudad bajo amenaza de quemarla hasta los cimientos. Una vez que obtuvo el dinero del rescate de manos de los ciudadanos, continuó su viaje hasta el objetivo principal: Santiago de León de Caracas, capital de la Provincia de Venezuela en tiempos coloniales. El 6 de junio de 1595, ocupó la abandonada fortaleza española de La Guaira, e interrogó al único soldado presente, el comandante, para que le informara sobre las vías de acceso a Caracas. Poco después repelió el ataque de una tropa de entre 40 y 50 jinetes españoles con un número similar de arcabuceros. Aprovechando que los españoles no vigilaban las rutas de montaña próximas a Caracas, por considerarlas impracticables para los ingleses, Preston apareció el 8 de junio con 300 soldados ante la ciudad. Llegados a este punto, existen diversas versiones acerca del discurrir de los hechos.
La versión inglesa, del autor Robert Davie, uno de los hombres de Preston, afirma que los ingleses emplearon la ayuda de un prisionero de Cumaná para cruzar la montaña, y que este fue liberado una vez llegaron ante Caracas. En cuanto a la defensa española de Caracas, Davie menciona una escaramuza con algunos jinetes españoles que intentaron defender la ciudad, pero que huyeron al verse superados en número. Por otra parte, la versión española de los hechos, recogida en el informe de Gaspar de Silva enviado a la Corona española y modificada a lo largo del tiempo, afirma que solo un anciano, Alonso Andrea de Ledesma, alcalde de Baruta, opuso heroica resistencia a los ingleses, armado con lanza y a caballo. Este hombre fue asesinado de un disparo de arcabuz por orden de Somers, y se le dispensó un entierro digno en honor a su valor. Su muerte podría haber sido la inspiración para la famosa novela de Miguel de Cervantes, Don Quijote de la Mancha, que fue publicada por primera vez solo 10 años después del saqueo de Caracas. Los defensores, según los historiadores españoles, no pudieron responder a tiempo porque se hallaban vigilando el camino principal a la urbe, y no esperaban un ataque por sorpresa. Cabe mencionar también que algunos historiadores españoles consideraron a Francis Drake autor del saqueo de Caracas, y no a Preston. Asimismo, el prisionero que ayudó a los ingleses era un tal Villalpando en el relato español de los hechos, que fue ejecutado por traidor a instancias de Preston cuando los ingleses llegaron ante Caracas.  En cualquier caso, ambas versiones coinciden en que la ciudad fue despojada de los pocos objetos valiosos que sus habitantes no se habían llevado en su huida, y que fue quemada debido a la cantidad insuficiente de dinero que los españoles ofrecieron a Preston y Somers como tributo para que no destruyeran la ciudad. Por añadidura, la versión inglesa menciona que los capitanes corsarios se enfurecieron al saber, por medio de los indígenas, que los españoles intentaban retrasar las negociaciones del tributo para que los refuerzos llegasen a tiempo, y que ello influyó en gran medida en su decisión de quemar Caracas hasta los cimientos.

Panorámica tomada desde el Pico Naiguatá hacia la zona del Pico Oriental, donde se aprecia parte de Caraballeda a la izquierda, que Preston y Somers transitaron en 1595 para asaltar Caracas a la derecha.

#### Regreso a Inglaterra y últimas expediciones
Debido al escaso botín obtenido del saqueo de Caracas, Preston y Somers pasaron varias semanas saqueando Coro y aprovisionándose luego en las proximidades de cabo Tiburón (ubicado actualmente en Haití). Allí, la disentería acabó con 80 de los hombres de Somers y Preston, por lo que tuvieron que abandonar dos navíos: el Gift de Somers y el Ascension de Preston. Posteriormente se dirigieron a Jamaica, luego a las islas Caimán, y de allí al cabo Corrientes en Cuba. El 23 de julio, Walter Raleigh avistó los tres navíos de la flotilla de Somers y Preston cerca del cabo San Antonio en Cuba, y convenció a ambos corsarios para abordar navíos españoles en grupo durante una semana. Finalmente, los dos corsarios perdieron de vista a Raleigh, tras lo cual sometieron a La Habana a un breve bloqueo naval que terminó el 4 de agosto. Después, se reencontraron con Raleigh y partieron de regreso a Inglaterra vía Terranova. Arribaron a las costas inglesas en septiembre del mismo año. Poco tiempo después, Preston tomó parte en la expedición a Cádiz de 1596, como capitán del HMS Ark Royal junto a Lord Howard. Lord Howard lo nombró sir  como premio a su valor durante el asalto a Cádiz. Un año después, realizó una expedición a las Azores, en 1597. El historiador John Knox Laughton afirma que Preston pleiteó con Raleigh en 1601, aparentemente por desacuerdos en el reparto del botín de su expedición a Terranova en 1585, pero ambos capitanes no llegaron a retarse en duelo. En 1603, Preston fue nombrado Intendente General de Artillería de la Torre de Londres, cargo que desempeñó hasta su muerte en 1609. Asimismo, su nombre consta en el registro de miembros del consejo de la Compañía de Virginia del año 1609.